# Willem Jan Hubertus Schreinemachers
Willem Jan Hubertus Schreinemachers (Java (Nederlands-Indië), 6 januari 1910 –  27 december 1985) was een Nederlands verzetsstrijder tijdens de Tweede Wereldoorlog. Hij werkte in de functie van radiotelegrafist/codist voor het Bureau Inlichtingen (BI). Het BI werkte nauw samen met de Engelse Secret Intelligence Service (SIS). Schreinemachers maakte deel uit van de Zendgroep Barbara. Tot 3 augustus 1944 verzorgde hij ten behoeve van de Groep Harry, en de Geheime Dienst Nederland het radiocontact met het BI en de Nederlandse regering in Londen. Op 5 september 1944 keerde Wim Schreinemachers, na beëindiging van zijn opdracht, via Spanje terug naar het BI in Londen.

## Terug naar Nederland
In Londen werd Wim Schreinemachers opgeleid tot agent bij het Bureau Inlichtingen (BI). Na zijn opleiding tot radiotelegrafist/codist werd Schreinemachers in de nacht van 8 op 9 oktober 1943 samen met de agent Jos van Alebeek,  in de buurt van Malden, boven Gelderland geparachuteerd. 
De agenten beleefden de nachtmerrie van iedere militaire parachutist in oorlogstijd. In de nacht van de landing was het volle maan. Juist die nacht hadden de Duitse legereenheden de omgeving van Malden uitgekozen om een gecombineerde oefening met cavalerie- en infanterie-eenheden te houden. Bij het Bureau Inlichtingen was deze concentratie van Duitse troepen in de omgeving van Malden niet bekend. Indien men op tijd op de hoogte was gesteld had het BI in Londen voor een ander afwerpterrein kunnen kiezen. De agenten en hun uitrusting werden afgeworpen. De Duitse militairen, die aan de oefening deelnamen, sloegen vol verbazing de landing van de drie parachutes, met daaraan twee parachutisten en een container gade. Wim Schreinemachers kwam aan de rand van een weiland veilig op de grond terecht. Jos van Alebeek landde aan de rand van de bebouwde kom. Alsof de tegenslag niet voldoende was bleef zijn parachute aan het dak van een huis hangen. Hij kon zich losmaken en vluchten. Ook Schreinemachers maakte zich snel uit de voeten. De Duitse militairen ondernamen niets. Mogelijk verkeerden ze in de veronderstelling dat de landing van de parachutisten bij de oefening hoorde.

## Plaats van tewerkstelling
Gezien de aanwezigheid van de Duitse troepen was het niet mogelijk om de container met daarin hun uitrusting en zendapparatuur te bergen. De agenten brachten zich in veiligheid. De container met daarin de zend ontvangers en het zendplan vielen in handen van de Duitsers. In Den Haag werd later door de dienst van Joseph Schreieder geprobeerd om via deze radiozenders en het zendplan een nieuw contraspionagespel te spelen. Hetgeen mislukte. Jos van Alebeek dook onder. Wim Schreinemachers reisde onmiddellijk door naar Eindhoven. In Eindhoven aangekomen stelde hij zich in verbinding met Theo Tromp. Tromp onderhield de contacten met de Verwaltung van het Philips-concern, de huidige Koninklijke Philips Electronics N.V.. Daarnaast verzamelde hij militaire en economische inlichtingen. Tromp was de leider van de Groep Harry. De groep hield zich bezig met het bedrijven van militaire en economische spionage. Hij werkte nauw samen met de Geheime Dienst Nederland, de Ordedienst en de Raad van Verzet. Toen in begin november 1944 de agent Marinus Verhage, een radiotelegrafist en microfilmfotograaf van de Zendgroep Barbara, zich in Eindhoven vestigde voorzag hij Schreinemachers van een zendontvanger. Vanaf dat moment verzorgde Schreinemachers samen met Verhage ten behoeve van de Groep Harry en de Geheime Dienst Nederland het radiocontact met het BI en de Nederlandse regering in Londen. 
De codenaam die Wim Schreinemachers tijdens de contacten met de Groep Harry en de Geheime Dienst Nederland gebruikte was 'Meester Cornelis'. Tijdens de radiocontacten met het BI maakte hij gebruik van de codenamen Rudi, Lewis, Leatherhead, Wim. Tijdens zijn contacten ”in het veld” gebruikte hij de schuilnamen Hein Roessing en Jan A. Scheltema.
De door Theo Tromp aangeleverde militaire en economische inlichtingen werden veelal door de twee telegrafisten doorgeseind naar Londen. Ook werden door de microfilmfotograaf Marinus Verhage rapporten en documenten gefotografeerd. De microfilmfoto’s werden vervolgens door koeriers via passeurslijnen naar Londen gebracht. Op 5 september 1944 beëindigde Wim Schreinemachers zijn opdracht en keerde via Spanje naar het BI in Londen terug.

## Onderscheidingen
- De Bronzen Leeuw KB nr.11 van 30 november 1948.
- Military Cross (GB) 19 december 1946.